# Saint-Paul-lès-Romans
Pour les articles homonymes, voir Saint-Paul.
Saint-Paul-lès-Romans [sɛ̃ pɔl lɛ ʁɔmɑ̃] est une commune française située dans le département de la Drôme, en région Auvergne-Rhône-Alpes.
Ses habitants sont dénommés les Saint-Paulois et Saint-Pauloises.

## Géographie

### Localisation
La commune de Saint-Paul-lès-Romans est limitrophe de la ville de Romans-sur-Isère. Elle se trouve à environ 26 kilomètres au nord-est de Valence.

### Hydrographie
La commune est arrosée par les cours d'eau suivants :
- l'Isère, un affluent du Rhône.
- la rivière Joyeuse, un affluent droite de l'Isère.

### Climat
Pour des articles plus généraux, voir Climat d'Auvergne-Rhône-Alpes et Climat de la Drôme.
En 2010, le climat de la commune est de type climat du Bassin du Sud-Ouest, selon une étude du Centre national de la recherche scientifique s'appuyant sur une série de données couvrant la période 1971-2000. En 2020, Météo-France publie une typologie des climats de la France métropolitaine dans laquelle la commune est exposée à un climat de montagne ou de marges de montagne et est dans une zone de transition entre les régions climatiques « Moyenne vallée du Rhône » et « Alpes du nord ». 
Pour la période 1971-2000, la température annuelle moyenne est de 12,3 °C, avec une amplitude thermique annuelle de 17,7 °C. Le cumul annuel moyen de précipitations est de 913 mm, avec 8,3 jours de précipitations en janvier et 5,7 jours en juillet. Pour la période 1991-2020, la température moyenne annuelle observée sur la station météorologique de Météo-France la plus proche, « Romans_sapc », sur la commune de Romans-sur-Isère à 7 km à vol d'oiseau, est de 13,1 °C et le cumul annuel moyen de précipitations est de 876,7 mm,. Pour l'avenir, les paramètres climatiques de la commune estimés pour 2050 selon différents scénarios d'émission de gaz à effet de serre sont consultables sur un site dédié publié par Météo-France en novembre 2022.

## Urbanisme

### Typologie
Au 1er janvier 2024, Saint-Paul-lès-Romans est catégorisée bourg rural, selon la nouvelle grille communale de densité à 7 niveaux définie par l'Insee en 2022.
Elle est située hors unité urbaine. Par ailleurs la commune fait partie de l'aire d'attraction de Romans-sur-Isère, dont elle est une commune de la couronne,. Cette aire, qui regroupe 30 communes, est catégorisée dans les aires de 50 000 à moins de 200 000 habitants,.

### Occupation des sols
L'occupation des sols de la commune, telle qu'elle ressort de la base de données européenne d’occupation biophysique des sols Corine Land Cover (CLC), est marquée par l'importance des territoires agricoles (83,2 % en 2018), en diminution par rapport à 1990 (86,5 %). La répartition détaillée en 2018 est la suivante : terres arables (69 %), zones agricoles hétérogènes (14,2 %), zones urbanisées (5,3 %), forêts (4,4 %), eaux continentales (4 %), zones industrielles ou commerciales et réseaux de communication (3,1 %). L'évolution de l’occupation des sols de la commune et de ses infrastructures peut être observée sur les différentes représentations cartographiques du territoire : la carte de Cassini (XVIIIe siècle), la carte d'état-major (1820-1866) et les cartes ou photos aériennes de l'IGN pour la période actuelle (1950 à aujourd'hui).

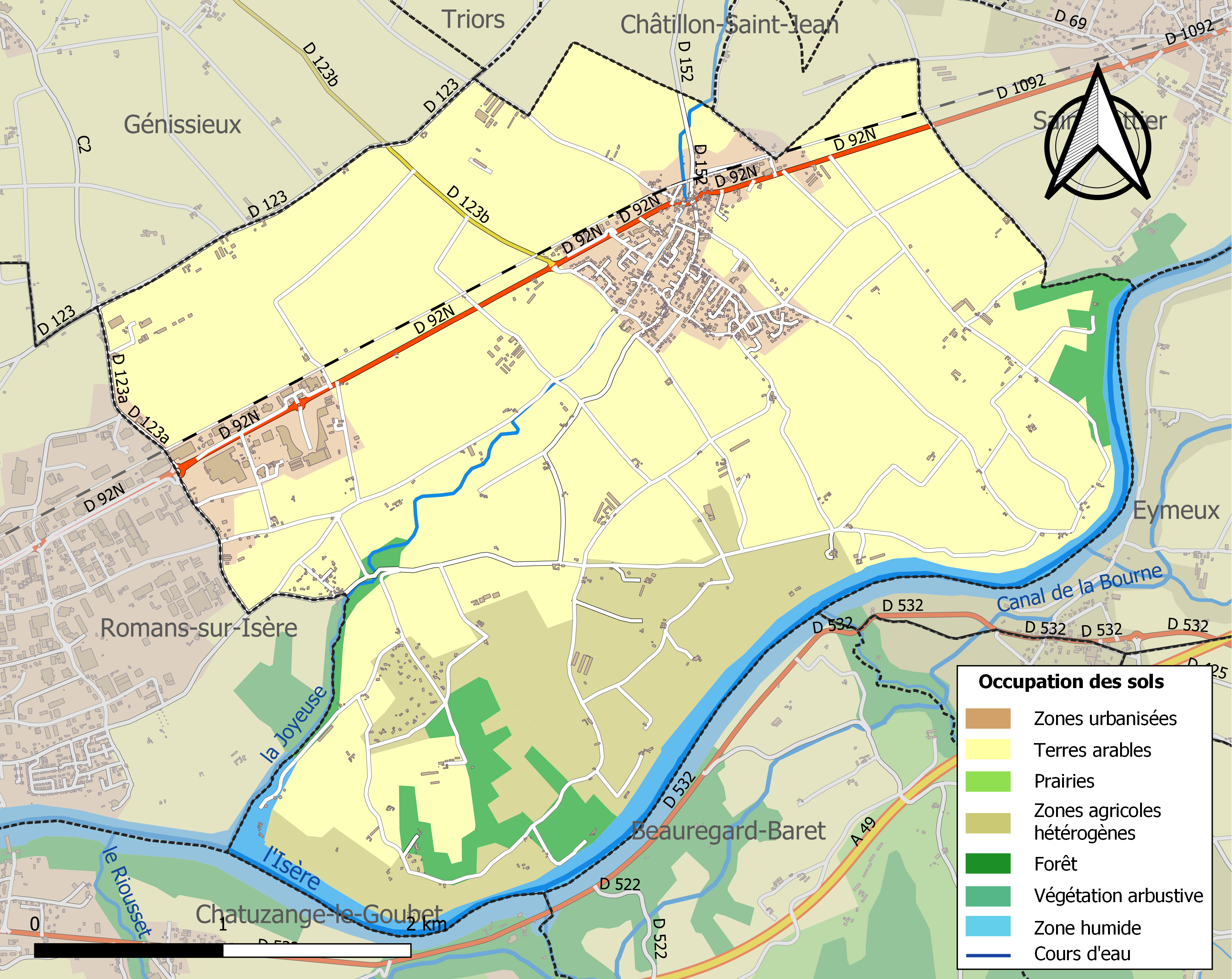
Carte des infrastructures et de l'occupation des sols de la commune en 2018 (CLC).

### Morphologie urbaine

#### Quartiers, hameaux et lieux-dits
Site Géoportail (carte IGN) :
- Aérodrome de Saint-Paul-lès-Romans
- Bellevue
- Bonnardel
- Buissières
- Champ Long
- Chapolay
- Coteau
- Génériats
- Grange Neuve
- la Commanderie
- la Gébelinière
- la Mure
- la Verdière
- le Bois
- le Château
- le Cognet
- le Four à Chaux
- le Port d'Ouvey
- les Aumônes
- les Balmas
- les Blaches
- les Chaussas
- les Chirouses
- les Donnets
- le Sée
- les Essarts
- les Gonthiers
- les Gourrey
- les Grands Bois
- les Grands Mas
- les Linguènes
- les Marrots
- les Mingauds
- les Petits Mas
- les Ores
- les Routes
- les Taillis
- les Veugnards
- Maniscey
- Patas
- Pétrole
- Sablon
- Saint-Véran
- Serviat
- Villedegavay

### Voies de communication et transports
La commune est desservie par le réseau de bus Citéa.
Le petit aérodrome de Saint-Paul-lès-Romans est situé au nord-ouest de la commune.

## Toponymie

### Attestations
- 1023 : San Pol el mandament de Sancto Pol deis Iseran (Lacroix, L'arrondissement de Montélimar, II, 311)[13].
- 1038 : mention de la paroisse : parrochia Sancti Pauli des uper Malevos (cartulaire de Romans, 224)[13].
- 1080 : villa Sancti Pauli in mandamento Castellionis (Lacroix, L'arrondissement de Montélimar, II, 176)[13].
- 1108 : mention de l'église Saint-Paul : ecclesia Sancti Pauli qui distata Romanis duobus millibus (cartulaire de Romans, 225)[13].
- 1150 : mention de la commanderie : domus Hospitalis Sancti Pauli (cartulaire des Hospitaliers, 4)[13] (Cette information semble fausse : cf. la version suivante).

Autre version : 1160 : la charte 95 du cartulaire des Hospitaliers de Saint-Paul, est la première mention connu de la commanderie des chevaliers de Saint-Jean de Jérusalem,.
- 1202 : mention de la commanderie : l'Uspïtau de Sain Poul (cartulaire des Hospitaliers, 29)[13].
- 1252 : mention du mandement (s'étendant sur les deux rives) : el mandement de Sancto Pol deis Iseran en cei (cartulaire des Hospitaliers, 58)[13].
- 1315 : Sanctus Paulus prope Romanensem (archives des Bouches-du-Rhône, mss. de Chantelou)[13].
- 1328 : mention de la commanderie : preceptoria Sancti Pauli in Viennesio (terrier du Laris)[13].
- XIVe siècle : mention de la commanderie : preceptoria Sancti Pauli prope Romanis (pouillé de Vienne)[13].
- 1435 : mention du mandement : mandamentum Sancti Pauli de Romanis (terrier de la commanderie)[13].
- XVe siècle : mention de l'église Saint-Paul : ecclesia Sancti Pauli (archives de la Drôme, fonds de Saint-Paul-lès-Romans)[13].
- 1549 : Saint Pol près Romans (rôle de tailles)[13].
- 1891 : Saint-Paul-lès-Romans, commune du canton de Romans[13].

## Histoire

### Protohistoire
Le territoire de la commune fait partie de la tribu gauloise des Allobroges.

### Antiquité: les Gallo-romains
Le territoire de la commune fait partie de la cité de Vienne,.
Une voie romaine (nommée Meyanne au Moyen Âge) reliait Vienne à l'Italie en passant par Grenoble.

On traversait alors l'Isère par le pont romain « de la déesse », à Châteauneuf.

C'est le long de cette voie que s'installent les Romains (sites actuels de Saint-Paul-lès-Romans et Génissieux).
Une villa gallo-romaine a révélé de belles mosaïques (conservées au musée de Valence). Cette villa, dite Villa des Mingauds, est située à la jonction des communes de Génissieux, Triors et Châtillon-Saint-Jean.

Les mosaïques, datées des années 170-180, sont composées de marbre, de terre cuite et de pâte de verre. Elles représentent les travaux d'Hercule et Orphée,.

Cette luxueuse villa a été occupée du Ier au IVe siècle,. Les principales fouilles ont été effectuées entre 1964 et 1969[réf. nécessaire].

### Du Moyen Âge à la Révolution
La seigneurie :
- Au point de vue féodal, la terre (ou seigneurie) de Saint-Paul-lès-Romans était partagée entre le commandeur du lieu et les dauphins.
- Les commandeurs conserveront leur part jusqu'à la Révolution.
- 1638 : la part des dauphins est aliénée aux Guigou de Chappolay.
  - 1658 : elle passe aux Lionne.
  - 1709 : passe aux Chabo de la Serre
  - 1757 : vendue aux Bally de Bourchenu, derniers seigneurs.

Avant 1790, Saint-Paul-lès-Romans était une communauté de l'élection et subdélégation de Romans et du bailliage de Saint-Marcellin.

Elle formait une paroisse du diocèse de Vienne dont l'église, dédiée à saint Paul, était celle d'une commanderie patrimoniale de l'ordre de Saint-Jean de Jérusalem, à laquelle furent unies, en 1326, celles de Saint-Sauveur et des Loives (Isère), puis plus tard celles de Crispalot et du Laris (Drôme) et de Montfalcon (Isère), et dont le commandeur était collateur et décimateur dans cette paroisse.
Le mandement de Saint-Paul-lès-Romans comprenait, avec la commune de ce nom, une partie de celle de Romans. Il semble même qu'au XIIIe siècle, ce mandement s'étendait sur les deux rives de l'Isère. De ce fait, la commanderie de Crispalot (quartier de ce nom, commune de Beauregard) dépendit toujours de celle de Saint-Paul-lès-Romans, bien que les pays situés sur la rive droite de l'Isère fussent de la langue d'Auvergne, tandis que ceux de la rive gauche étaient de la langue de Provence.

### De la Révolution à nos jours

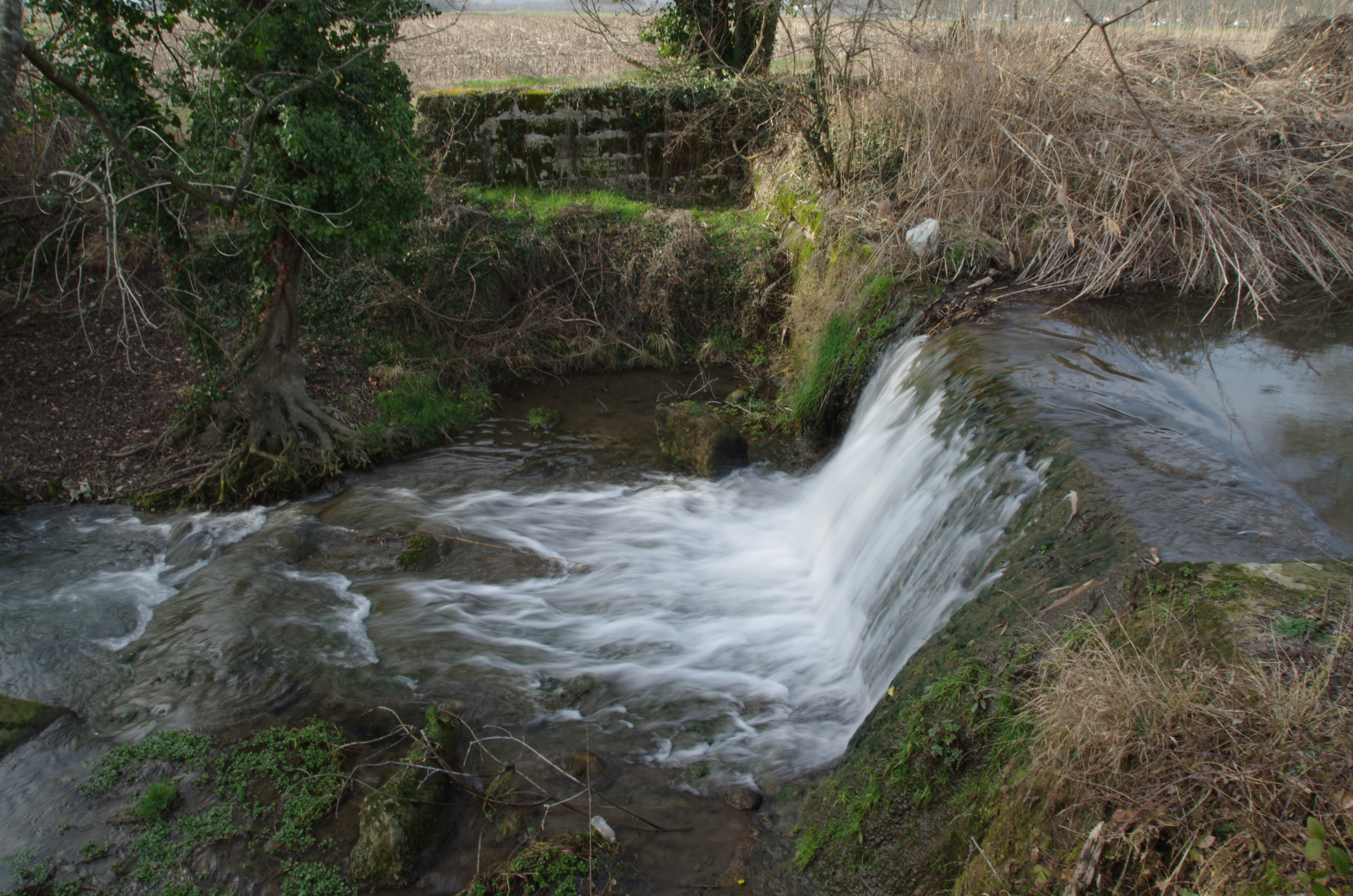
Le seuil du canal du Bia.

En 1790, Saint-Paul-lès-Romans devient le chef-lieu d'un canton du district de Romans, comprenant les municipalités de Châtillon-Saint-Jean, Saint-Paul-lès-Romans et Triors. La réorganisation de l'an VIII (1799-1800) en fait une simple commune du canton de Romans.
XIXe siècle : le canal du Bia est construit en pierre de tuf. Il est alimenté par l'eau de la Joyeuse à partir du seuil du Bia[réf. nécessaire].

## Politique et administration

### Liste des maires
| Période                                                                      | Période                        | Identité                          | Étiquette | Qualité             |
| ---------------------------------------------------------------------------- | ------------------------------ | --------------------------------- | --------- | ------------------- |
| Les données manquantes sont à compléter. : de la Révolution au Second Empire |                                |                                   |           |                     |
| 1790                                                                         | 1871                           | ?                                 |           |                     |
| Les données manquantes sont à compléter. : depuis la fin du Second Empire    |                                |                                   |           |                     |
| 1871                                                                         | 1874                           | ?                                 |           |                     |
| 1874                                                                         | 1878                           | ?                                 |           |                     |
| 1878                                                                         | 1884                           | ?                                 |           |                     |
| 1884                                                                         | 1888                           | ?                                 |           |                     |
| 1888                                                                         | 1892                           | ?                                 |           |                     |
| 1892                                                                         | 1896                           | ?                                 |           |                     |
| 1896                                                                         | 1900                           | ?                                 |           |                     |
| 1900                                                                         | 1904                           | ?                                 |           |                     |
| 1904                                                                         | 1908                           | ?                                 |           |                     |
| 1908                                                                         | 1912                           | ?                                 |           |                     |
| 1912                                                                         | 1919                           | ?                                 |           |                     |
| 1919                                                                         | 1925                           | ?                                 |           |                     |
| 1925                                                                         | 1929                           | ?                                 |           |                     |
| 1929                                                                         | 1935                           | ?                                 |           |                     |
| 1935                                                                         | 1945                           | ?                                 |           |                     |
| 1945                                                                         | 1947                           | ?                                 |           |                     |
| 1947                                                                         | 1977                           | Henri Garmon                      |           |                     |
| 1953                                                                         | 1959                           | Henri Garmon                      |           | maire sortant       |
| 1959                                                                         | 1965                           | Henri Garmon                      |           | maire sortant       |
| 1965                                                                         | 1971                           | Henri Garmon                      |           | maire sortant       |
| 1971                                                                         | 1977                           | Henri Garmon                      |           | maire sortant       |
| 1977                                                                         | 1983                           | Jacques Rivoire                   |           |                     |
| 1983                                                                         | 1989                           | Jacques Rivoire                   |           | maire sortant       |
| 1989                                                                         | 1995                           | Maurice Payen                     |           |                     |
| 1995                                                                         | 2001                           | Marc Rivoire                      |           |                     |
| 2001                                                                         | 2008                           | Roger Mallet                      |           |                     |
| 2008                                                                         | 2014                           | Agnès Rodillon                    |           |                     |
| 2014                                                                         | 2020                           | Gérard Lunel                      |           |                     |
| 2020                                                                         | En cours (au 27 novembre 2020) | Gérard Lunel[source insuffisante] | SE        | cadre maire sortant |

## Population et société

### Démographie
L'évolution du nombre d'habitants est connue à travers les recensements de la population effectués dans la commune depuis 1793. Pour les communes de moins de 10 000 habitants, une enquête de recensement portant sur toute la population est réalisée tous les cinq ans, les populations de référence des années intermédiaires étant quant à elles estimées par interpolation ou extrapolation. Pour la commune, le premier recensement exhaustif entrant dans le cadre du nouveau dispositif a été réalisé en 2006.

En 2022, la commune comptait 1 927 habitants, en évolution de +5,76 % par rapport à 2016 (Drôme : +2,64 %, France hors Mayotte : +2,11 %).
| 1793 | 1800 | 1806 | 1821  | 1831  | 1836  | 1841  | 1846  | 1851  |
| ---- | ---- | ---- | ----- | ----- | ----- | ----- | ----- | ----- |
| 845  | 841  | 859  | 1 012 | 1 118 | 1 134 | 1 153 | 1 062 | 1 200 |

| 1856  | 1861  | 1866  | 1872  | 1876 | 1881 | 1886 | 1891 | 1896 |
| ----- | ----- | ----- | ----- | ---- | ---- | ---- | ---- | ---- |
| 1 165 | 1 129 | 1 097 | 1 007 | 981  | 917  | 982  | 968  | 937  |

| 1901 | 1906 | 1911 | 1921 | 1926 | 1931 | 1936 | 1946 | 1954 |
| ---- | ---- | ---- | ---- | ---- | ---- | ---- | ---- | ---- |
| 952  | 956  | 893  | 824  | 843  | 830  | 789  | 860  | 846  |

| 1962 | 1968 | 1975 | 1982  | 1990  | 1999  | 2006  | 2011  | 2016  |
| ---- | ---- | ---- | ----- | ----- | ----- | ----- | ----- | ----- |
| 893  | 865  | 960  | 1 301 | 1 401 | 1 502 | 1 626 | 1 793 | 1 822 |

| 2021  | 2022  | - | - | - | - | - | - | - |
| ----- | ----- | - | - | - | - | - | - | - |
| 1 893 | 1 927 | - | - | - | - | - | - | - |

### Enseignement
La commune est rattachée à l'académie de Grenoble.

### Manifestations culturelles et festivités
- Fête patronale : le 25 janvier[22].

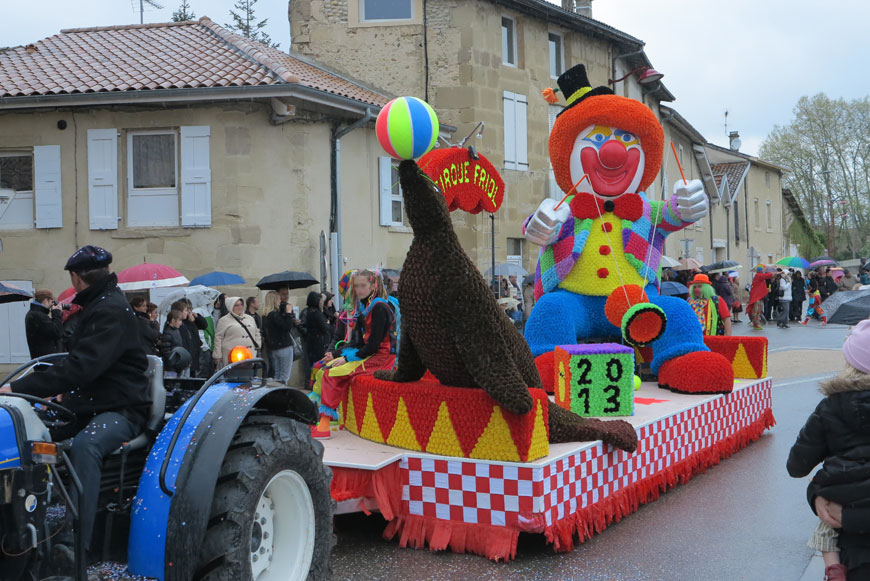
Un char du corso 2013.

- Corso fleuri, le deuxième dimanche après Pâques[22] : Fête des bouviers et des laboureurs de la Drôme. Ce corso a été initié en 1951 afin d'accélérer le remboursement de l'emprunt contracté par la commune lors de la construction de la salle des fêtes. Plus de vingt chars circulent dans le village. La 68e édition a eu lieu en 2018[réf. nécessaire].
- Fête communale : le troisième dimanche de septembre[22].

### Sports
- Rugby à XV : Joyeuse Sportive à XV de Saint-Paul-les-Romans : Champion de France de 4e série 2017

### Médias

#### Presse écrite
Quatre journaux sont distribués dans les réseaux de presse desservant la commune :
- Le Dauphiné libéré est un journal quotidien de la presse écrite française régionale distribué dans la plupart des départements de l'ancienne région Rhône-Alpes, notamment l'Ardèche. La commune est située dans la zone d'édition d'Annonay-Nord-Ardèche[30].
- L'Impartial de la Drôme (hebdomadaire local).
- Drôme Hebdo (anciennement Peuple Libre) (hebdomadaire local).
- L'Agriculture drômoise (hebdomadaire agricole et rural).

#### Presse audiovisuelle
- Ici Drôme Ardèche (radio publique locale).

### Cultes
La communauté catholique et l'église de la commune sont rattachées à la Paroisse Saint Jacques en Pays de Romans. 
Une communauté Emmaüs s'est installée dans les années 1990.

## Économie

### Agriculture
En 1992 : céréales, vignes, vergers, ovins, chevaux.
- Coopérative (vins, eaux-de-vie, céréales)[22].

### Commerce, industrie et artisanat
Le Parc Saint-Paul est un centre commercial créé en octobre 2014 et qui regroupe 35 enseignes sur le principe d'un site ouvert sans galerie et dont la forme circulaire permet de contenir un parking en son centre. Il est le principal centre commercial de la commune et a attiré plus de 2,5 millions de visiteurs en 2022.
Une ancienne carrière est située sur la commune (quartier les Blaches).

### Tourisme
- Camping[22].

## Culture locale et patrimoine

### Lieux et monuments

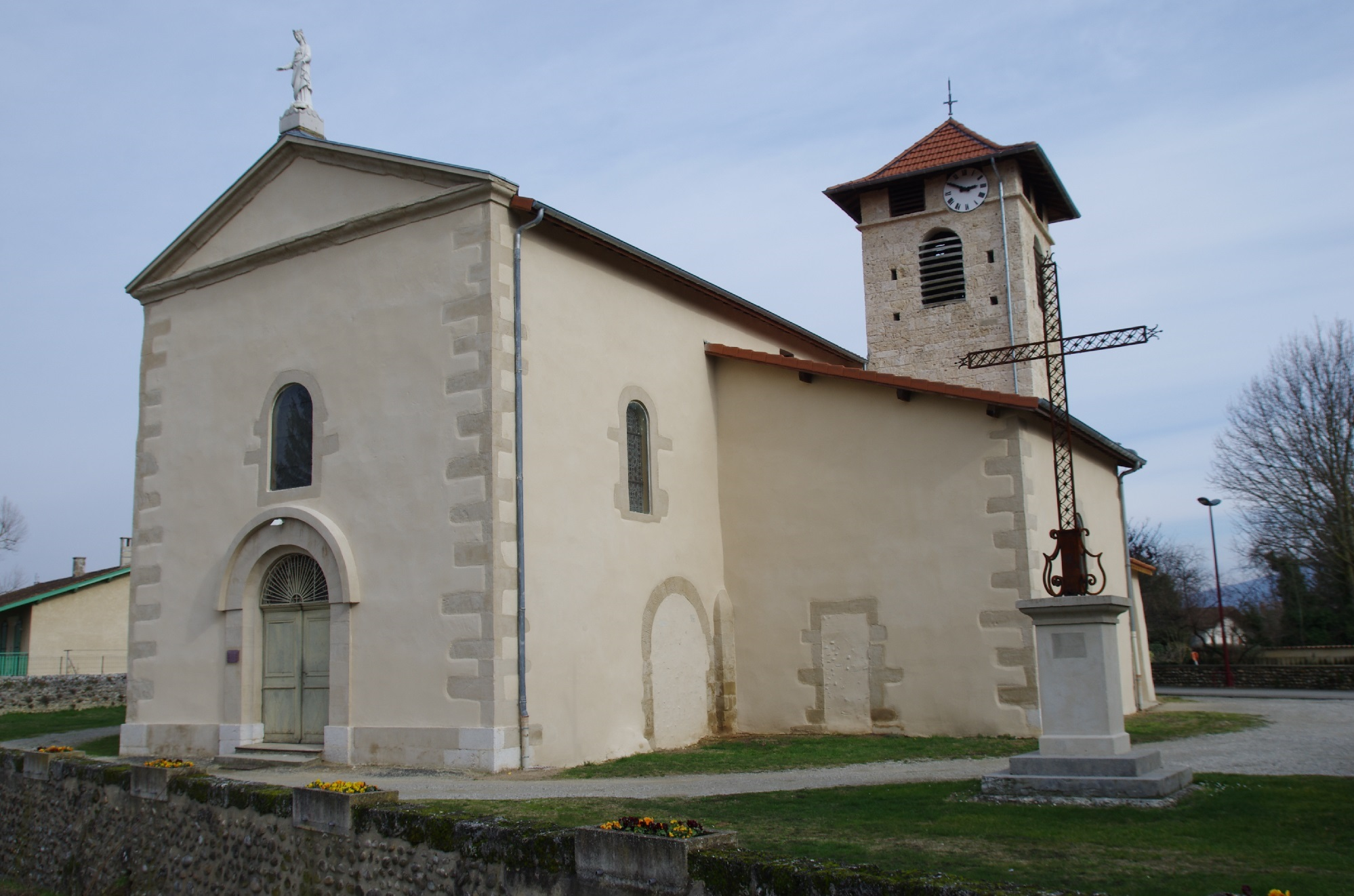
L'église.

- Le petit pont qui enjambe la Joyeuse serait d'époque romaine[réf. nécessaire].
- Église Saint-Paul de Saint-Paul-lès-Romans, de style roman : clocher carré[22]. À gauche de l'entrée, se trouve une très ancienne pierre tombale[21].
- Ancienne commanderie des Hospitaliers de l'ordre de Saint-Jean de Jérusalem.
- Chapelle rurale[22].
- Vieilles maisons en appareil de galets[22].

### Patrimoine naturel
- ZNIEFF de la confluence de l'Isère et de la Joyeuse.

### Personnalités liées à la commune
- Jean Raymond Fayolle (1746-1822), magistrat et député, né à Saint-Paul-lès-Romans.

### Héraldique, logotype et devise
|  | Saint-Paul-lès-Romans possède des armoiries dont l'origine et le blasonnement exact ne sont pas disponibles. |